# ماريانو ريفيرا
ماريانو ريفيرا (بالإسبانية: Mariano Rivera)‏ هو لاعب كرة قاعدة بنمي، ولد في 29 نوفمبر 1969 في بنما في بنما.

## وصلات خارجية
- ماريانو ريفيرا على موقع دوري كرة القاعدة الرئيسي (الإنجليزية)
- ماريانو ريفيرا على موقعبيزبول رفرنس.كوم (الدوري الرئيسي) (الإنجليزية)
- ماريانو ريفيرا على موقعبيزبول رفرنس.كوم (الدوري الثانوي) (الإنجليزية)
- ماريانو ريفيرا على موقع إي إس بي إن.كوم (أم.أل.بي) (الإنجليزية)
- ماريانو ريفيرا على موقع مشجعي الرسوم البيانية (الإنجليزية)
- ماريانو ريفيرا على موقع قاعة مشاهير كرة القاعدة (الإنجليزية)
- ماريانو ريفيرا على موقع الموسوعة البريطانية (الإنجليزية)
- ماريانو ريفيرا على موقع إن إن دي بي (الإنجليزية)